# Roy Schafer
Roy Schafer (14. prosince 1922, New York, USA – 5. srpna 2018) byl americký psychoanalytik, který klasický psychoanalytický pohled zkombinoval s wittgensteinovskou filozofií a hermeneutikou. Byl žákem Davida Rapaporta. V centru Schaferova přístupu jsou pojmy „činitel“ a „vyprávění“.

## Nový jazyk psychoanalýzy
V knize Nový jazyk psychoanalýzy z roku 1976, inspirované filozofií Ludwiga Wittgensteina, Schafer vyjádřil své přesvědčení, že je nutné změnit způsob vyjadřování v psychoanalýze. Nejprve polemizoval zejména s britskou psychoanalýzou (Kleinová na straně jedné, Winnicott a jiní objektní teoretici na straně druhé), která za činitele psychiky označovala rozličné vnitřní objekty ("prs" apod.), ale nakonec Schafer dospěl k přesvědčení, že chyba je už u Freuda, který svým jazykem nebyl schopen postihnout revoluční podstatu své vlastní terapeutické metody. Jejím jádrem podle Schafera je, že pacient na základě uhrančivých interpretací analytika (bez ohledu na jejich legitimitu) pozvolna přijme předpoklad, že on sám je činitelem toho, co ho děsí a trápí, že je sám tvůrcem svého utrpení, že si ho ve skrytu duše přeje. Přijetí této pozice pacientovi umožní se skutečně tvůrcem a činitelem stát a z této pozice přeformátovat svůj život. To bylo podle Schafera podstatou psychoanalytické situace již u Freuda, ale jeho jazyk zůstal věrný mechanistickým metaforám 19. století a hovořil proto o různých neosobních silách psychiky (pud, Ono, Nadjá apod.). Podle Schafera je Freudův jazyk neurotický, infantilní a uvězněný v analogii psýcha-tělo.

## Hermeneutická psychoanalýza
V pozdějších pracích (The analytic attitude, Retelling a life) Schafer dospěl k přesvědčení, že psychoanalýza potřebuje také poopravit skloubením s hermeneutikou. Freudův pojem "psychická síla" je podle Schafera nevhodný, protože psýcha je především diskurzivní kategorie, je ustavována a organizována vyprávěním. Člověk je člověkem, jen když je činitelem svého života, a činitelem je jen tehdy, když je vypravěčem příběhů. Cílem psychoanalytické terapie tak není nalézt skryté motivy, ale skrze toto hledání převyprávět svůj život a připsat tak bolestným skutečnostem význam, čímž nad nimi činitel získá kontrolu a může je přijmout.